# Афінсько-Македонська агенція новин
Афінсько-Македонська агенція новин (грец. Αθηναϊκό-Μακεδονικό Πρακτορείο Ειδήσεων, AΜΠΕ, до 2012 року ААН-МАН А. О., або Афінська агенція новин — Македонська агенція новин (грец. Αθηναϊκό Πρακτορείο Ειδήσεων — Μακεδονικό Πρακτορείο Ειδήσεων) — одне з найавторитетніших інформаційних агентств Греції. Головний офіс компанії розташований у місті Афіни. До кінця 2009 року компанією управляє генеральний директор Георгіос Тампакопулос.

## Історія
Свою історію провідний інформаційний орган Греції — Афінська агенція новин (ААН) починає з 1 січня 1905 року. Першим його директором був Іоанніс Паррен. Нова агенція була створена після придбання державою акцій приватного «Телеграфного Агентства Стефанополі».
Після багаторічної співпраці Афінська агенція новин та Македонська агенція новин були об'єднані в одне державне акціонерне товариство під назвою «Афінська агенція новин — Македонська агенція новин» (Athens News Agency-Macedonian Press Agency S. A. / ANA-MPA S.A.) Президентським указом за номеромом 191 від 9 грудня 2008 року.
Управління компанією здійснюється 9-ма членами Ради директорів: 5 з них є представниками товариства Афінського союзу журналістів, Афінського університету (та кожні три роки за ротацією — Університету Аристотеля в Салоніках та університету «Пантеон»). До Ради директорів також входить представник-працівник компанії, який обирається таємними виборами за участю усіх працівників агенції.
В липні 2011 року агенція офіційно перейменована на Афінсько-Македонську агенцію новин. 2012 року офіційний сайт переїхав з домену ana-mpa.gr на amna.gr.